# Systasidae
Die Systasidae bilden eine Hautflüglerfamilie innerhalb der Überfamilie der Erzwespen (Chalcidoidea).

## Taxonomie
Die Tribus Systasini wurde im Jahr 1988 von dem tschechischen Entomologen Zdeněk Bouček innerhalb der Ormocerinae und Pteromalidae eingeführt. Die Typusgattung ist Systasis Walker, 1834. Burks et al. führten 2022 aufgrund molekularbiologischer und morphologischer Studien eine Aufspaltung und Umgliederung der Pteromalidae durch. Im Rahmen dieser Revision wurde die Tribus Systasini ausgegliedert und in den Rang einer Familie erhoben. Im Rahmen der Revision wurde die Gattung Trisecodes aus den Eulophidae herausgelöst und der neu geschaffenen Familie zugeordnet. Dabei wurde die neue Unterfamilie Trisecodinae von Mitroiu, Rasplus & Burks eingeführt.

## Merkmale
Burks et al. (2022) beschreiben die Familie Systasidae anhand folgender morphologischer Eigenschaften: Die Fühler weisen 7 oder 11 Geißelglieder auf. Diese Anzahl umfasst eine oder mehrere Anelli (Ringglieder) sowie ein kleines viertes Keulenglied. Die Augen sind nicht ventral divergierend. Der Clypeus ist ohne einer quer gerichteter subapikaler Furche. Das Labrum ist freigelegt und gut sklerotisiert. Die subforaminale Brücke ist mit Postgena getrennt durch die untere Tentoriumsbrücke. Die Notauli sind vollständig. Das Mesoscutellum ist mit einem kurzen zumindest seitlich angedeuteten Frenum. Das Mesoscutellum weist eine axillulare Furche (Sulcus) auf. Der mesopleurale Bereich ist ohne ein erweitertes Acropleuron. Das Mesepimeron reicht nicht über den Vorderrand des Mesopleurons. Eine mesofurkale Grube befindet sich auf der mesotrochantinalen Platte direkt zwischen den mesocoxalen Insertionen. Der protibiale Sporn ist gebogen. Der Basitarsalkamm ist schräg. Alle Beine weisen entweder 5-gliedrige Tarsen im Falle der Systasinae oder 3-gliedrige Tarsen im Falle der Trisecodinae auf. Das Metasoma ist mit Syntergum und daher ohne Epipygium (Subgenitalplatte).

## Lebensweise
Die Systasidae sind bekannt als Parasitoide von Gallmücken, Minierfliegen und Gallwespen.

## Innere Systematik
Nach Burks et al. (2022) gliedert sich die Familie Systasidae wie folgt:
- Systasinae
  - Semiotellus Westwood, 1839 – 20 Arten; Paläarktis (Europa, China, Japan), Australien, Nearktis (Kanada)
  - Systasis Walker, 1834 – 59 Arten; Australien, Nearktis, Südafrika, westliche Paläarktis (Europa)
- Trisecodinae  Mitroiu, Rasplus & Burks, 20222
  - Trisecodes Delvare & LaSalle, 2000 – 2 Arten; Afrotropis, Neotropis